# وزارت بهداشت ترکیه
وزارت بهداشت ترکیه (ترکی استانبولی: Sağlık Bakanlığı) یکی از وزارت‌های دولت ترکیه است که که مسئول پیشنهاد و اجرای سیاست دولت در زمینه بهداشت، برنامه‌ریزی و ارائه مراقبت‌های بهداشتی و حفاظت از مصرف‌کنندگان است. به همین ترتیب، این وزارتخانه مسئول پیشنهاد و اجرای سیاست دولت در زمینه انسجام اجتماعی، حفاظت از افراد خردسال، جوانان و مراقبت برای افراد وابسته یا معلول است. مقر این وزارتخانه در در آنکارا قرار دارد.
وزارت بهداشت به رهبری وزیر بهداشت، که توسط رئیس‌جمهور ترکیه به درخواست پارلمان ترکیه منصوب می‌شود، اداره می‌شود. وزیر کنونی فخرالدین کجا است که از ۱۰ ژوئیه ۲۰۱۸ در حال خدمت است.